# Col de Torrent
Col de Torrent är ett bergspass i Schweiz.   Det ligger i distriktet Hérens och kantonen Valais, i den södra delen av landet, 90 km söder om huvudstaden Bern. Col de Torrent ligger 2 894 meter över havet.
Terrängen runt Col de Torrent är huvudsakligen mycket bergig. Col de Torrent ligger uppe på en höjd. Närmaste större samhälle är Sion, 17,3 km nordväst om Col de Torrent. 
Trakten runt Col de Torrent består i huvudsak av gräsmarker. Runt Col de Torrent är det glesbefolkat, med 10 invånare per kvadratkilometer.